# 尼泽茹勒
尼泽茹勒（法語：Nuzéjouls）是法国洛特省的一个市镇，位于该省中部偏南，属于卡奥尔区（Cahors）。该市镇总面积4.74平方公里，2009年时的人口为333人。

## 人口
尼泽茹勒人口变化图示